# Chris Hansen
Christopher Edward (Chris) Hansen (Lansing (Michigan), 26 maart 1959) is een Amerikaans journalist en presentator. Hij was dat onder meer van het voormalige televisieprogramma Dateline: To Catch a Predator (soms afgekort tot TCAP) van NBC Television (Dateline NBC). Dit programma kwam tot stand in samenwerking met de organisatie Perverted-Justice en de politie. In regionale chatrooms deden (jong)volwassen lokpersonen zich voor als tiener, en kwamen zo in contact met mannen die seksueel in de vermeende tiener waren geïnteresseerd en een afspraak maakten om die thuis voor seks te bezoeken, wanneer de ouders van de vermeende tiener niet thuis zouden zijn.

## To Catch a Predator
In To Catch a Predator (TCAP) werden mannen gecatfisht die seksafspraakjes met minderjarigen probeerden te maken via internet, waarna ze door de politie werden gearresteerd. Het opgegeven adres was echter een huis dat voor het televisieprogramma was ingericht. Achtereenvolgens is dit van 2004-2007 gebeurd op 12 locaties verspreid over de Verenigde Staten. Per locatie kwamen er binnen enkele dagen enkele tientallen verdachten, op verschillende afspraaktijden en daardoor meestal apart, maar soms waren er twee tegelijk. Soms ontdekte de buurt wat er gaande was door de voorbereidingen, en in één geval leidde dit zelfs tot kleine demonstraties tegen Hansen en zijn team omdat ze kindermisbruikers naar de buurt zouden lokken. 
Wanneer de verdachte naar de afgesproken locatie was gelokt, werd deze verwelkomd door een jongvolwassen acteur die er jonger uitzag en zich voordeed als de vermeende tiener. Naast Hansen zelf, de crew, de loktiener en de politie, waren er ook altijd beveiligers aanwezig voor het geval dat de verdachte agressief werd. De loktiener vermeed voor de veiligheid fysiek contact. Op dat moment was (op de 3e t/m 12e locatie) de val dichtgeklapt, want zelfs als de verdachte probeerde te vluchten stond de politie al klaar. Soms weigerde een verdachte die lont rook uit de auto te komen en probeerde weg te rijden, waarop de politie hem klemreed of thuis arresteerde. Wanneer de verdachte wel binnenkwam kletste de vermeende tiener wat over koetjes en kalfjes, en trok zich vervolgens met een smoes, zogenaamd voor even, terug. Vervolgens kwam Hansen binnen en ging hij de verdachte ondervragen over diens motieven. Wanneer deze bleef ontkennen werd uit de chatlog geciteerd. Sommige verdachten bekenden (barstten in tranen uit of vielen flauw), anderen probeerden te vertrekken, en weer anderen hielden hun uitvluchten tot bij de politie staande. Ook waren er verdachten die erkenden dat ze zichzelf niet meer in de hand hadden en blij waren dat ze waren betrapt. In sommige chats was geen seksuele taal gebezigd (het ontmoeten van een miderjarige alleen thuis was vaak al laakbaar en strafbaar), maar aan de andere kant van het spectrum bevonden zich mannen die zeer extreme fantasiën uitten in hun chat.
Uiteindelijk werd onthuld (wanneer de verdachte Hansen niet herkende) dat alles deel uitmaakte van een televisieprogramma en opgenomen en uitgezonden werd. De crew onthulde zichzelf en de geheime camera, waarna de verdachte een verklaring mocht afleggen. Bij het daarna (of als de verdachte niet met Hansen wilde praten al eerder) het huis uitlopen werd hij door de klaarstaande politie onmiddellijk gearresteerd, omdat het op komen dagen gezien de inhoud van de chat vaak gold als strafbare poging tot seks met een tiener. Veel verdachten hadden bovendien condooms bij zich wat al indicatief was voor hun intenties. Andere goederen die verdachten soms meenamen waren alcoholische drank, voedsel, cannabis, glijmiddel en camera's (sommige verdachten hadden ook wapens in hun auto). In sommige gevallen betrad de verdachte het huis naakt en werd vervolgens nog steeds naakt door Hansen geïnterviewd. Een paar verdachten werden meerdere keren achter elkaar door Hansen betrapt. Een aantal verdachten kreeg al bij het gesprek met de loktiener spijt of roken lont en braken de ontmoeting af, maar dit redde hen niet. In één geval had een verdachte van tevoren een verklaring geschreven en ondertekend waarin stond dat hij geen seks met een minderjarige van plan was, in de (vergeefse) hoop dat dit hem zou vrijpleiten mocht het een val zijn. 
De straffen varieerden van werkstraffen en voorwaardelijke gevangenisstraf tot jarenlange gevangenisstraffen wanneer er precedenten waren en de 'three-strikes'-wetgeving gold. Verder is het in een aantal gevallen voorgekomen dat de verdachten werden vrijgesproken, of na het betalen van hun borgtocht verdwenen. In sommige gevallen leidden de gevonden goederen tot extra aanklachten zoals poging tot het verstrekken van alcohol aan een minderjarige of drugsbezit.
Ook was soms bij de chat zelf al een strafbaar feit gepleegd, omdat in sommige staten het opzetten van een seksuele ontmoeting of het sturen van pornografie aan een vermeende minderjarige al strafbaar is. Als de verdachte dan niet kwam opdagen of onderweg afhaakte, werd deze klemgereden of thuis opgezocht en gearresteerd. Dit liep mis toen een verdachte, Louis Conradt (die overigens zelf Officier van Justitie was), zelfmoord pleegde. Hij hield ineens op met zijn chatactiviteiten en de politie vermoedde dat hij doorhad dat hij gechat had met een lokpersoon en was begonnen belastend materiaal te vernietigen. Toen een SWAT-team hem wilde arresteren, en Dateline met toestemming van de politie daarbij klaarstond met camera's, schoot hij zichzelf door het hoofd. Dit riep controverses betreffende het programma op, en zowel het programma als Perverted-Justice werden beschuldigd van uitlokking. Desbetreffend parket trok de handen van de zaken af en seponeerde ze vervolgens allemaal. Een familielid van Conradt eiste een hoge schadevergoeding van Dateline; deze zaak werd geschikt, onder niet bekendgemaakte voorwaarden.

## Na TCAP
Aan de hand van het resultaat van de onderzoeken van Hansen moest hij bij de rechtbank op 27 juni 2006 getuigen in een rechtszaak van zedenliquidenten. Hij was te gast bij Oprah Winfrey waar hij vertelde over zijn werk en waar je pedofilie aan zou kunnen herkennen. Ook heeft hij een optreden in het satirische programma South Park, met zijn bekende quote: "Why don't you have a seat right over there?" 
Het programma Dateline NBC Television won een NBC News Award. Later zijn spin-offs van To Catch a Predator geproduceerd, die ook door Hansen werden gepresenteerd: To Catch a Con Man (waarbij oplichters op soortgelijke wijze werden gecatfished) and To Catch an I.D. Thief (waarbij identiteitsfraudeurs in de val worden gelokt). Hansen vond hen in essentie weinig verschillen van seksuele roofdieren, volgens hem waren het ´een ander soort roofdieren.´
In 2015 produceerde Hansen met crowdfunding bij Kickstarter en in samenwerking met de organisatie Tetrad Core en de politie, maar nog zonder samenwerking met een omroep, een soort voortzetting van To Catch a Predator in Fairfield (Connecticut).
Van 2016-2018 was Hansen host van het televisieprogramma Crime Watch Daily, met onder meer het onderdeel Hansen vs. Predator, met de genoemde en verdere voortzetting van To Catch a Predator. Het ging daarbij ook weleens over een poging van een volwassene tot gezamenlijk drugsgebruik met een vermeende tiener, leidend tot vervolging voor een poging deze in gevaar te brengen (attempted risk of injury to a minor). 
In mei 2019 startte Hansen een website met betaalde diensten, waaronder video on demand. Er is onder meer een nog niet eerder vrijgegeven video van de ontvangst en aanhouding in 2015 van een verdachte in het geprepareerde huis in Fairfield. Daar werd door de TCAP community (fans) al maanden naar uitgekeken, al waren sommigen teleurgesteld dat ze ervoor moesten betalen. Vergeleken met televisie en YouTube is wel een potentieel voordeel dat er geen krachttermen of seksuele termen weggepiept hoeven te worden. De verdachte in de video was zwaar depressief en barstte bij Hansen in tranen uit, waarna deze hem dringend aanraadde hulp te zoeken. Bij zijn arrestatie vroeg hij de politie hem meteen maar dood te schieten. Hansen zelf verklaarde absoluut geen enkel plezier in deze aanhouding te beleven. De uitzending is, waarschijnlijk vanwege de ervaring met Conradt´s zelfmoord en de labiele psychische gesteldheid van de verdachte, aanvankelijk niet uitgezonden.
In 2019 is Hansen zelf gearresteerd en in staat van beschuldiging gesteld wegens het uitschrijven van ongedekte cheques. Nadat de schade werd vergoed werd de klacht ingetrokken. In 2020 is hij nogmaals beschuldigd, deze keer van lastigvallen (harassment).
In 2020 is Hansen embedded in politie-operaties in Genesee County (Michigan), waarbij hij een verdachte interviewt die na online grooming van wat een lokpuber blijkt te zijn, op de ontmoetingsplaats is aangehouden.